# 首都高速埼玉新都心線
首都高速埼玉新都心線（しゅとこうそくさいたましんとしんせん、Shin-Toshin Route）は、埼玉県さいたま市中央区の与野ジャンクションから同市緑区のさいたま見沼出入口へ至る、全長5.8 kmの首都高速道路の路線である。

## 概要
新都心西出入口付近と新都心出入口の間は都市部の地下を通過するトンネル構造（新都心トンネル、長さ2,873メートル、最高速度60 km/h）となっている。暫定2車線であるが、トンネル内は片側2車線分の幅員があり、一部区間では左側1車線が「ゆずり車線」として併用されている。新都心出入口とさいたま見沼出入口の間は保全区域に指定されている見沼田んぼのすぐ南側を通っている。
首都圏中央連絡自動車道と東京外環自動車道の間の環状道路として計画されている核都市広域幹線道路の一部に含まれており、埼玉県およびさいたま市の都市計画では、さいたま見沼出入口から東北自動車道浦和料金所付近までをつなぐ高速埼玉東西連絡道路という構想がある。現在「核都市広域幹線道路」延伸計画として測量や沿線調査が行われている。

## 路線番号
S2（SはSaitama Routeの頭文字）

## 出入口など
- 全区間埼玉県さいたま市内に所在。
- IC番号欄の背景色が■である部分については道路が供用済みの区間を示している。また、施設名欄の背景色が■である部分は施設が供用されていない、または完成していないことを示す。未開通区間の名称は仮称。
- 路線名の特記がないものは市道。

| 出入口 番号                          | 施設名             | 接続路線名                          | 起点 から (km) | 備考                                 | 所在地 |
| ------------------------------------ | ------------------ | ----------------------------------- | -------------- | ------------------------------------ | ------ |
| -                                    | 与野JCT            | 埼玉大宮線 新大宮上尾道路（事業中） | 0.0            |                                      | 中央区 |
| S201                                 | 新都心西出入口     | さいたまふじみ野所沢線              | 1.3            | 東池袋・銀座方面出入口               | 大宮区 |
| S202                                 | 新都心西出入口     | さいたまふじみ野所沢線              | 1.9            | さいたま見沼方面出入口               | 中央区 |
| S203                                 | 新都心出入口       |                                     | 2.6            | 東池袋・銀座方面出入口               | 中央区 |
| S204                                 | 新都心出入口       | 産業道路                            | 4.4            | さいたま見沼方面出入口               | 大宮区 |
| S205                                 | さいたま見沼出入口 | 第二産業道路                        | 5.8            | 東池袋・銀座方面出入口 入口はETC専用 | 緑区   |
| 高速さいたま戸田線延伸部（広域道路） |                    |                                     |                |                                      |        |

## 歴史
- 2000年（平成12年）4月17日 : 与野出入口 - 新都心西出入口開通。
- 2004年（平成16年）
  - 4月7日 : 新都心西出入口がさいたま新都心寄りに入口が約450 m、出口が約300 m移動。
  - 5月26日 : 新都心西出入口 - 新都心出入口開通。新都心地下は地盤が弱く、難工事の末に完成した。
- 2006年（平成18年）8月4日 : 新都心出入口 - さいたま見沼出入口開通、全線開通。新都心西出入口のさいたま見沼方面出入口が供用開始。

## 交通量
24時間交通量（台）　道路交通センサス
| 区間                              | 平成17（2005）年度 | 平成22（2010）年度 | 平成27（2015）年度 | 令和3（2021）年度 |
| --------------------------------- | ------------------ | ------------------ | ------------------ | ----------------- |
| 与野JCT - 新都心西出入口          | 39,864             | 17,921             | 18,929             | 18,115            |
| 新都心西出入口 - 新都心出入口     | 調査当時未開通     | 7,444              | 7,899              | 8,157             |
| 新都心出入口 - さいたま見沼出入口 | 調査当時未開通     | 5,499              | 5,541              | 6,266             |

（出典：「平成17年　道路交通センサス　一般交通量調査結果」（関東地方整備局ホームページ）・平成22年度道路交通センサス・平成27年度全国道路・街路交通情勢調査・令和3年度全国道路・街路交通情勢調査〈国土交通省ウェブサイト〉より一部データを抜粋して作成）
- 令和2年度に実施予定だった交通量調査は、新型コロナウイルスの影響で延期された[5]。